# آس‌باد گوند
آسباد گوند یا آسیاب بادی گوند مربوط به دوره قاجار است و در شهرستان نهبندان، روستای گوند واقع شده و این اثر در تاریخ ۱۰ مهر ۱۳۸۰ با شمارهٔ ثبت ۳۹۷۶ به‌عنوان یکی از آثار ملی ایران به ثبت رسیده است.